# Bruno Gutzeit
Bruno Gutzeit (* 2. März 1966 in Orléans) ist ein ehemaliger französischer Schwimmer. Er gewann bei Europameisterschaften vier Silbermedaillen und siegte zweimal bei Mittelmeerspielen.

## Sportliche Karriere
Gutzeit schwamm die Dauphins du TOEC aus Toulouse. Er gewann zahlreiche französische Meistertitel im Schmetterlingsschwimmen.
Bei den Weltmeisterschaften 1986 in Madrid schied Gutzeit über 100 Meter Schmetterling im Vorlauf aus. Über 200 Meter Lagen wurde er Siebter im B-Finale und damit 15. der Gesamtwertung. Die 4-mal-100-Meter-Freistilstaffel mit Stéphan Caron, Laurent Neuville, Laurent Viquerat und Bruno Gutzeit belegte den sechsten Platz. 1987 bei den Europameisterschaften in Straßburg erreichte Gutzeit das A-Finale über 200 Meter Lagen und wurde Achter.
Im Jahr darauf bei den Olympischen Spielen 1988 in Seoul schwamm die 4-mal-100-Meter-Freistilstaffel mit Stéphan Caron, Christophe Kalfayan, Laurent Neuville und Bruno Gutzeit die viertschnellste Zeit und schlug 0,2 Sekunden nach der drittplatzierten Staffel aus der DDR an. Die 4-mal-100-Meter-Lagenstaffel mit Franck Schott, David Leblanc, Ludovic Dépickère und Bruno Gutzeit erreichte die zehntschnellste Vorlaufzeit und verfehlte die Finalteilnahme um über eine Sekunde.
1989 bei den Europameisterschaften in Bonn erreichten über 100 Meter Schmetterling sechs Schwimmer das Ziel innerhalb von 0,18 Sekunden. Der Pole Rafał Szukała siegte mit 0,03 Sekunden Vorsprung vor Bruno Gutzeit, der seinerseits 0,04 Sekunden vor dem Westdeutschen Martin Herrmann anschlug. In der 4-mal-100-Meter-Freistilstaffel gewann die westdeutsche Staffel mit 0,05 Sekunden Vorsprung vor Stéphan Caron, Christophe Kalfayan, Laurent Neuville und Bruno Gutzeit, 0,03 Sekunden dahinter erreichten die Schweden das Ziel. Die sowjetische Lagenstaffel schlug mit 1,65 Sekunden Vorsprung an vor Franck Schott, Cédric Pénicaud, Bruno Gutzeit und Stéphan Caron. Die Franzosen hatten 0,05 Sekunden Vorsprung vor den Italienern.
Anfang 1991 bei den Weltmeisterschaften in Perth belegte Gutzeit den achten Platz über 100 Meter Schmetterling. Die französische 4-mal-100-Meter-Freistilstaffel erreichte ebenfalls das Finale, wurde aber dann disqualifiziert. Im August 1991 bei den Europameisterschaften in Athen schlug Gutzeit über 100 Meter Schmetterling als Fünfter an. Die Lagenstaffel mit Franck Schott, Cédric Pénicaud, Bruno Gutzeit und Christophe Kalfayan hatte als Zweite über anderthalb Sekunden Rückstand auf die sowjetische Staffel. Die drittplatzierten Ungarn erreichten das Ziel zwei Zehntelsekunden hinter den Franzosen.
Ein Jahr später bei den Olympischen Spielen in Barcelona wurde Gutzeit Dritter im B-Finale über 100 Meter Schmetterling und belegte damit den elften Platz. In der 4-mal-100-Meter-Freistilstaffel wirkte Gutzeit nur im Vorlauf mit. Im Endlauf schwammen Christophe Kalfayan, Franck Schott, Frédéric Lefèvre und Stéphan Caron auf den vierten Platz mit über einer Sekunde Rückstand auf die drittplatzierten Deutschen. Die Lagenstaffel mit Franck Schott, Stéphane Vossart, Bruno Gutzeit und Stéphan Caron, belegte den fünften Platz. Im Vorlauf war Franck Esposito für Gutzeit geschwommen.
Die Mittelmeerspiele 1993 fanden im Juni in Languedoc-Roussillon statt. Gutzeit gewann über 100 Meter Schmetterling die Silbermedaille hinter dem Kroaten Miloš Milošević. Die 4-mal-100-Meter-Freistilstaffel siegte mit Ludovic Dépickère, Bruno Gutzeit, Franck Schott und Christophe Kalfayan und hatte zweieinhalb Sekunden Vorsprung vor den Spaniern. Die 4-mal-100-Meter-Lagenstaffel mit Franck Schott, Stéphane Vossart, Bruno Gutzeit und Christophe Kalfayan schlug zwei Sekunden vor den zweitplatzierten Spaniern an.